# Angel Espada
Angel Espada (* 2. Februar 1948 in Salinas, Puerto Rico) ist ein ehemaliger puerto-ricanischer Boxer und gewann am 28. Juni 1975 durch einen einstimmigen Punktsieg gegen den Kanadier Clyde Gray über 15 Runden nach Punkten den vakanten WBA-Weltmeisterschaftsgürtel im Weltergewicht. 